# (8055) Arnim
Pour les articles homonymes, voir Arnim (homonymie).
(8055) Arnim est un astéroïde de la ceinture principale.

## Description
(8055) Arnim est un astéroïde de la ceinture principale. Il fut découvert le 17 octobre 1960 à l'observatoire Palomar par Cornelis Johannes van Houten, Ingrid van Houten-Groeneveld et Tom Gehrels. Il présente une orbite caractérisée par un demi-grand axe de 3,04 UA, une excentricité de 0,22 et une inclinaison de 11,0° par rapport à l'écliptique.

## Compléments